# Agonopsis sterletus
Agonopsis sterletus ist eine wenig erforschte Fischart aus der Familie der Panzergroppen. Sie  ist nur aus den Gewässern um Mexiko und dem Golf von Kalifornien bekannt.

## Merkmale
Agonopsis sterletus verfügt über einen guten Körperschutz durch harte Knochenplatten. Die größten Exemplare werden bis zu 15 cm groß.

## Ernährung
Die Groppe ernährt sich von verschiedenen Invertebraten (Wirbellose).